# Liten hästspringråtta
Liten hästspringråtta (Allactaga elater) är en däggdjursart som först beskrevs av Lichtenstein 1828. Liten hästspringråtta ingår i släktet hästspringråttor och familjen hoppmöss. IUCN kategoriserar arten globalt som livskraftig. Inga underarter finns listade.

## Utseende
Artens kroppslängd (huvud och bål) är 95 till 119 mm, svansen är 148 till 185 mm lång och vikten ligger mellan 32 och 62 g. Liten hästspringråtta har 46 till 58 mm långa bakfötter och 28 till 37 mm långa öron. Pälsen på ovansidan bildas av ljusbruna och gråa hår. Den övergår mot sidorna i en ljusbrun till ljus rödbrun färg och på undersidan är pälsen vit utan tydlig gräns mot den mörkare färgen. Öronens insida har en grå färg och utsidan är täckt av ljus rödbrun päls. Bakom öronen finns tofsar med upp till 13 mm långa hår. Artens morrhår kan vara 70 mm långa. De är svarta med vita spetsar. Liksom hos andra hästspringråttor förekommer en större tofs vid svansens slut. Den är vid spetsen vit, närmare kroppen svart och sedan krämfärgad.

## Utbredning
Denna hästspringråtta förekommer i centrala Asien från Ryssland norr om Kaspiska havet österut till västra Mongoliet och söderut till centrala Iran och norra Pakistan. En avskild population finns vid Kaukasus södra sluttningar. Habitatet utgörs av öknar och halvöknar med glest fördelat gräs och buskar.

## Ekologi
Liten hästspringråtta håller i Centralasien 2,5 till 4,5 månader vinterdvala. Vid utbredningsområdets sydöstra gräns är den hela året aktiv men den stannar vid olämpligt väder i boet. Arten gräver en 40 till 120 cm lång tunnel med en kammare vid slutet. Den ligger 25 till 60 cm under markytan och fodras med torrt gräs och ibland med ull från hovdjur. Ibland grävs ytterligare en gång för nödsituationer. I hästspringråttans bon söker även ödlor, paddor och insekter skydd.
Arten äter huvudsakligen frön som kompletteras med rötter och andra underjordiska växtdelar samt med gröna växtdelar och insekter. Liten hästspringråtta skapar inget förråd och den dricker vatten när det är tillgängligt.
Beroende på utbredning sker fortplantningen mellan februari och början av november eller under en kortare tid. Honan föder 2 till 8 ungar per kull. För dräktighetens längd finns olika uppgifter, enligt en studie 20 till 21 dagar och enligt en annan avhandling 30 till 35 dagar.